# 西里爾·拉馬福薩
马塔梅拉·西里尔·拉马福萨（1952年11月17日—），南非政治家、商人及工會領袖。他於2014年6月成為南非副總統，並在2017年12月當選非洲人国民大会主席。2018年2月14日晚上，拉馬福薩接替剛辭職的時任總統雅各布·祖瑪，出任代總統。2月15日，他正式獲國民議會選出，成為第5任南非總統，并于2024年连任至今。

## 早年生活
1952年11月17日，西里爾·拉馬福薩於南非约翰内斯堡索韦托一个贫民区裡的文達人家庭出生。他在家裡三個孩子中排第二。中學畢業後在北方大學（今林波波大學）修讀法律专业。
拉马福萨早年就已積極投身參與反抗白人少數统治的斗争，也多次因此而被捕入狱。1981年，拉马福萨从南非大学法律专业毕业后加入南非工会理事会。1982年，成为全国矿工联盟第一书记。此外，他还积极推动南非工会大会成立。

## 政治生涯

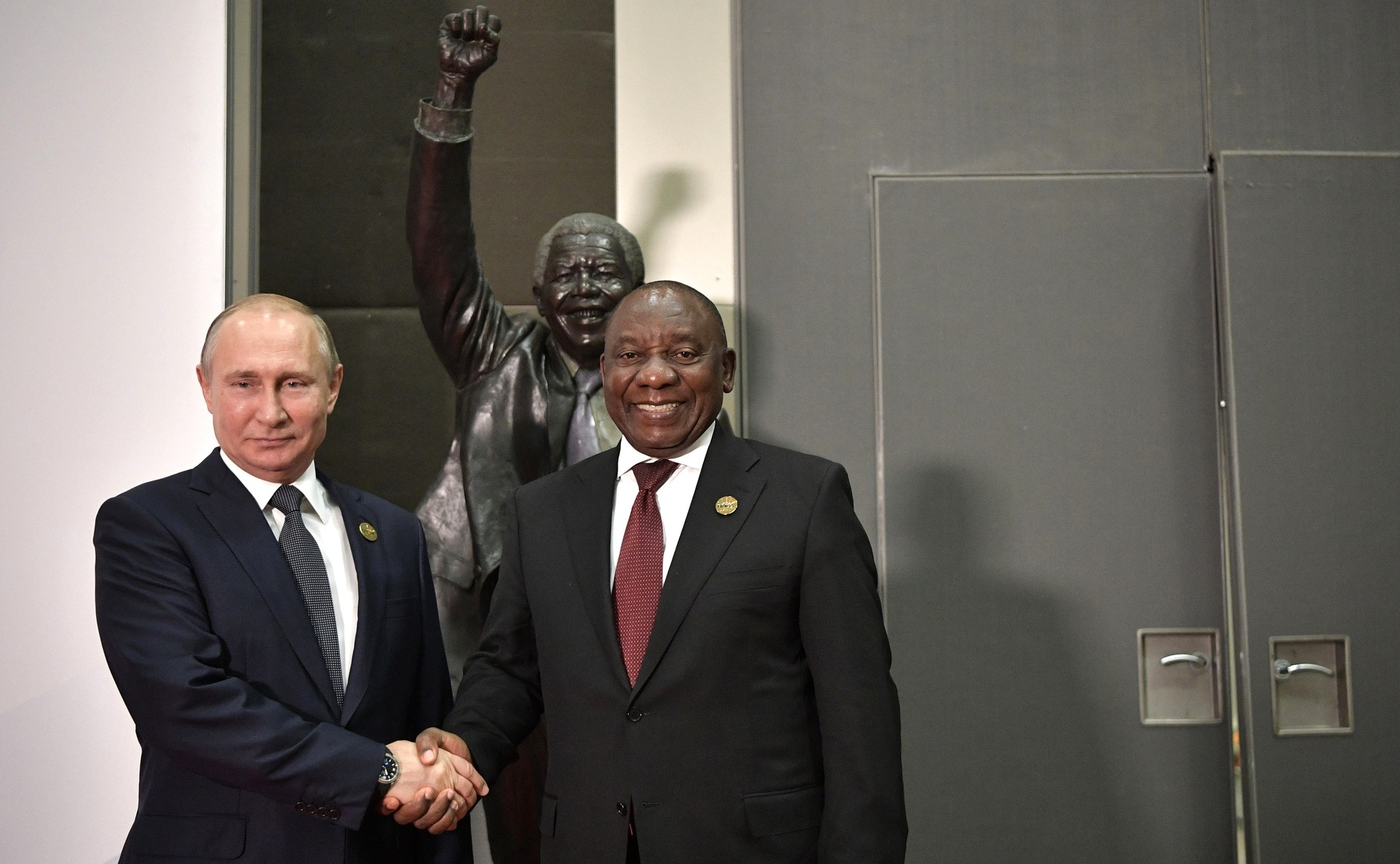
2018年7月26日，拉马福萨与俄罗斯总统弗拉基米尔·普京会面。

1991年，拉马福萨当选非洲人国民大会总书记，领导非国大進行结束南非种族隔离政策的谈判。1994年出任制宪会议主席，参与制定《南非宪法》。1999年进入商界，曾经控股南非麦当劳等知名企业。
2012年12月，拉马福萨当选非国大副主席。2014年5月，当选為第7任南非副总统。2017年12月18日，拉马福萨在第54屆非國大全國代表大會上擊敗另一候選人——非洲聯盟委員會前主席德拉米尼·祖马，成功当选为非国大主席。
2018年2月14日晚上，時任总统雅各布·祖马在执政党非国大的逼迫之下宣布辞职，拉马福萨臨時代行总统職務。2月15日，国民议会正式推选拉马福萨为新一任南非总统。
拉马福萨主张打击腐败、建设清廉政府、促进经济增长与创造就业、推动教育，以及土地改革。这些主张获得南非商界、媒体界、反對派及社会团体的广泛支持。拉马福萨需要帶領非國大2019年大選後仍能維持絕對多數的地位，即使是在議席將會減少的情況下，並面對日益強大與團結的反對黨派。

### 陷入醜聞
拉馬福薩被指試圖隱瞞至少50萬美元被盜，隱瞞於2020年2月位於南非東北部自家農場發生的一起入室盜竊案，並綁架和賄賂劫匪，讓其將事件保密。拉馬福薩說，存放在農場的巨額現金是一名蘇丹商人購買水牛的款項。這些款項被指隱藏在沙發墊下。外界質疑有關現金之來源以及有否申報有關款項。一個獨立小組調查了對其指控，並得出結論認為總統可能違法並濫用職權，該小組的調查結果已提交給議會。

## 家庭财产
據估計，拉馬福薩於2015年11月擁有4.5億美元個人財產。2017年2月公佈的財產申報顯示他在南非擁有31項物業，名列非洲富豪榜第42位。
拉马福萨曾經离过兩次婚，后来与南非矿业巨头家族成员的謝玻·莫采佩结婚，两人育有5个孩子。

## 逸事
2020年4月25日，在一场关于因2019冠狀病毒病疫情缓和而宣布放松封城管制令的电视直播演说完毕后，拉马福萨呼吁民众出门一定要戴口罩，并亲自示范戴口罩的方式。但过程中口罩频频滑落，更一度戴到眼睛上，让人看似戴眼罩，连负责手语的翻译员也无奈看着的表情，引发全球网民热议。随后网民更发起模仿潮流，并将拍照的照片和影片上载到社交媒体上，引起拉马福萨的关注。拉马福萨对此幽默表示，他将开设一个影片，示范如何正确戴口罩的方式。而拉马福萨最終於2021年12月12日感染2019冠狀病毒病病毒。

## 外交政策
拉馬福薩作為南非總統首次出訪安哥拉共和國，並以南共體主席的身份與若昂洛倫索總統會面，討論和平與國防問題。
2018年3月20日，拉馬福薩隨外長林迪威·西蘇魯訪問盧旺達基加利，會見了保羅·卡加梅總統，就恢復南非與盧旺達關係，隨後作為小組成員參加了非洲大陸自由貿易區商業論壇。次日，拉馬福薩在非洲聯盟第十屆特別峰會上簽署了《關於建立ACFTABF的基加利宣言》。
拉馬福薩於2018年7月25日至27日在約翰內斯堡桑頓會議中心主辦了第11次金磚國家峰會。
2019年1月，拉馬福薩祝賀委內瑞拉總統尼古拉斯·馬杜羅第二次就職。
2021年5月10日，拉馬福薩表示，非國大“以最強烈的措辭”譴責巴勒斯坦家庭可能被驅逐出以色列佔領的東耶路撒冷的家園，以及在阿克薩清真寺“對巴勒斯坦抗議者的野蠻襲擊”。
在俄羅斯於2022年2月24日入侵烏克蘭之後，拉馬福薩沒有採取行動譴責俄羅斯或同意對俄羅斯實施任何制裁。
而在2023年以色列—哈馬斯戰爭爆發後，拉馬福薩政府將戰爭歸咎於以色列長年侵佔巴勒斯坦土地。其後，更召回南非駐以色列大使，並於國際法院控告以色列干犯種族滅絕罪。

## 荣誉

### 外国勋章奖章
- 巴斯爵级大十字勋章（英国，2022年[21]）：国事访问

## 外部連結
- Cyril Ramaphosa (1952 - ) | The Presidency （页面存档备份，存于）